# Аквамен и потерянное царство
«Акваме́н и поте́рянное ца́рство» (англ. Aquaman and the Lost Kingdom) — американский супергеройский фильм режиссёра Джеймса Вана. Это пятнадцатый и последний фильм в Расширенной вселенной DC и продолжение фильма 2018 года «Аквамен». Сценарий написал Дэвид Лесли Джонсон-Макголдрик. Главные роли в фильме исполняют Джейсон Момоа, Эмбер Херд, Патрик Уилсон, Дольф Лундгрен и Яхья Абдул-Матин II. По сюжету Артур должен работать со своим единоутробным братом Ормом (Уилсон), чтобы не дать Чёрному Манте (Абдул-Матин II) убить его семью и использовать проклятый Чёрный трезубец, чтобы перегреть мир в поисках затерянного седьмого морского царства.
Момоа подготовил историю для продолжения во время съёмок первого «Аквамена», но Ван не хотел торопиться со следующим фильмом. Он согласился курировать разработку продолжения в январе 2019 года, а через месяц Джонсон-Макголдрик подписал контракт на написание сценария. В августе 2020 года было подтверждено, что Ван будет режиссёром фильма, и сказано о том, что в фильме будет расширено миростроительство первого «Аквамена». Ван объявил название для продолжения в июне 2021 года, а съёмки начались месяцем позже в Лондоне.
Премьера фильма состоялась 19 декабря 2023 года на фан-мероприятии в Гроув, Лос-Анджелес, а 22 декабря он был выпущен в США компанией Warner Bros. Pictures. Фильм получил неоднозначные отзывы критиков. При этом «Аквамен 2» заработал более 433 миллионов долларов и стал первым фильмом киновселенной DC после «Хищных Птиц», который окупился в прокате.

## Сюжет
После своего восхождения на трон Атлантиды Артур Карри женился на Мере, от которой родился сын Артур-младший, разделив свою жизнь между сушей, где он живёт на маяке своего отца Тома и борется с преступностью, и морем, правя как царь. Однако Артур начинает сомневаться в дипломатических и бюрократических обязанностях царя и постоянно вступает в конфликт с советом Атлантиды, который особенно против намерения Артура заставить Атлантиду связаться с поверхностью. Тем временем бывший наемник Дэвид Кейн продолжает мстить Артуру и следит за исследованиями ученого-мариниста Стивена Шина в поисках артефактов Атлантиды. Оказавшись внутри руин Атлантиды под арктическими льдами, Дэвид находит чёрный трезубец, который приводит его к обладанию его создателем, который обещает, что если он поможет своему племени Атлантиды восстановиться, Дэвид получит силу, которую он желает, чтобы уничтожить Артура, его семью и королевство.
В течение пяти месяцев глобальное потепление усилилось, климат на поверхности стал испытывать экстремальные погодные условия, а подкисление океана вызвало болезни у морской популяции. На Атлантиду нападает Дэвид, который использует запасы орикалкума — вещества для питания древних машин атлантов, восстановленных Шином, ранит Меру и доказывает, что способен сражаться с Артуром на равных. Вновь встретившись со своей матерью Атланной и отцом Меры Нереем, Артур обнаруживает, что за повышением температуры стоит Дэвид, поскольку он отправился за всеми скрытыми запасами орикалкума, который выделяет большое количество парниковых газов и едва не вызвал планетарное вымирание, когда использовался древним королевством атлантов. Артур решает, что единственный способ узнать, где прячется Дэвид, — это отправиться за одним из союзников Дэвида, его единоутробным братом Ормом, которого царство рыбаков держит в плену за то, что он убил их царя. Артур освобождает его из тюрьмы и после встречи с криминальным авторитетом Кингфишем обнаруживает, что Дэвид базируется на вулканическом острове в южной части Тихого океана.
Прибыв на остров, Артур и Орм обнаруживают чудовищную фауну и флору, которые мутировали в орикалкумовой печи, где расположена база Дэвида. Прежде чем Атлантида атакует и разрушает остров, Орм завладевает чёрным трезубцем, и у него появляются видения, раскрывающие, что его создателем был Кордакс, брат основателя Атлантиды короля Атлана и правитель потерянного королевства Некрус, который оказался запечатанным в ледяной тюрьме после поражения в войне с Атлантидой. Учитывая, что печать была создана Атланом с помощью магии крови, кровь любого из его потомков могла освободить Кордакса, что заставило Дэвида напасть на маяк Тома, а также похитить Артура-младшего, прежде чем отправиться в убежище Некруса, которое атланты обнаруживают с помощью Шина подо льдом Антарктиды.
В Некрусе Артур сражается с Дэвидом, чтобы помешать ему ранить Артура-младшего, однако Дэвид почти побеждает Артура, прежде чем прибывает Орм и лишает его чёрного трезубца. Когда Орм завладевает трезубцем, дух Кордакса покидает Дэвида ради Орма, который продолжает сражаться с Артуром и использует его кровь, чтобы растопить лед, сковывающий тело Кордакса. Освободив своего сводного брата, Артур бросает чёрный трезубец в Кордакса, который ловит его в воздухе, прежде чем бросить свой собственный трезубец, чтобы уничтожить чёрный трезубец и смертельно пронзить Кордакса. Когда магия Кордакса исчезает, Некрус начинает разрушаться, и когда Дэвид свисает с трещины, он отказывается от помощи Артура и бросается вниз со скалы навстречу своей смерти. Атланты и Шин спасаются бегством в безопасное место, а Артур и Мера решают отпустить Орма и сообщить остальной Атлантиде, что он умер, при условии, что он останется скрытым. Артур решает, что объединение суши и моря необходимо для борьбы с изменением климата. Позже он открывает Атлантиду миру людей через объявление в ООН с намерением сделать подводное царство государством-членом.

## Актёрский состав
- Джейсон Момоа — Артур Карри / Аквамен: Наполовину атлант, наполовину человек и царь Атлантиды, который может плавать со сверхзвуковой скоростью и общаться с водными обитателями[3].
- Патрик Уилсон — Орм / Повелитель Океанов: Единоутробный брат Артура и бывший царь Атлантиды[4].
- Эмбер Херд — Мера: Принцесса царства Ксебель и дочь царя Нерея, которая может управлять водой с помощью гидрокинеза и общаться с другими атлантами с помощью телепатии[5].
- Дольф Лунгдрен — царь королевства Ксебель Нерей.
- Яхья Абдул-Матин II — Дэвид Кейн / Чёрная Манта[англ.]: Безжалостный пират и наёмник, использующий костюм атлантов. Стремится убить Аквамена, чтобы отомстить за смерть своего отца[6].
- Николь Кидман — Атланна: Мать Артура и Орма, бывшая царица Атлантиды[7].
- Темуэра Моррисон — Томас Карри: Отец Артура

Также в фильме появятся Рэндалл Парк в роли Стивена Шина, морского биолога, одержимого поисками Атлантиды; Винсент Риган в роли Атлана, первого царя Атлантиды; Джани Жао в роли Стингрей; Индия Мур в роли Кэршон и Пилу Асбек в роли Кордакса.

## Производство

### Разработка
Во время разработки первого «Аквамена» звезда Джейсон Момоа написал сюжет для продолжения, которое он передал председателям Warner Bros. Entertainment Тоби Эммерику и продюсеру Питеру Сафрану. В октябре 2018 года, перед выходом фильма, Момоа сказал, что будет больше участвовать в разработке для потенциального продолжения, и ожидал, что съёмки начнутся в 2019 году. Режиссёр Джеймс Ван сказал, что из «Аквамена» может выйти несколько сюжетных линий, в этом фильме представлены семь подводных королевств, которые ещё предстоит полностью изучить. К началу декабря Эммерик был достаточно уверен в прогнозах кассовых сборов фильма, чтобы начать обсуждение продолжения. К концу января, когда «Аквамен» должен был стать самым кассовым фильмом, основанным на одном из персонажей комиксов DC, Warner Bros. вела переговоры с Ваном о наблюдении за разработкой и написанием продолжения. Джефф Буше с сайта Deadline Hollywood отметил, что Ван бережно относился к продолжениям своих предыдущих фильмов «Астрал» и «Заклятие» и глубоко вложился в построение мира «Аквамена». Ван ранее сравнивал мир «Аквамена» с другими вымышленными мирами, такими как Средиземье, галактика из «Звёздных войн» и «Миром волшебников».
В начале февраля 2019 года Warner Bros. наняла Ноа Гарднера и Эйдана Фицджеральда для написания сценария спин-оффа фильма «Аквамен» под названием «Впадина» (англ. The Trench), основанного на одном из королевств, представленных в первом фильме. Ожидалось, что у него будет меньший бюджет, и в нём не будет основного состава из «Аквамена», а продюсерами будут Ван и Сафран. Борис Кит с сайта The Hollywood Reporter сообщил тогда, что серьёзных обсуждений о прямом продолжении «Аквамена» между студией, Ваном и Момоа ещё не было из-за того, что они хотели сначала передохнуть, но несколько дней спустя он сообщил, что началась активная разработка продолжения, и сценарист первого фильма Дэвид Лесли Джонсон подписался для написания сценария. Ван и Сафран продюсировали сиквел, хотя все ещё было неясно, будет ли Ван режиссировать его. В конце февраля Warner Bros. запланировала выпуск «Аквамена 2» на 16 декабря 2022 года. В следующем месяце Сафран объяснил, что они с Ваном не хотят торопиться с продолжением, и поддерживает это, поэтому выпуск фильма был запланирован через четыре года после выхода первого фильма. Он добавил, что они подошли к серии фильмов «Аквамен» так же, как с серии фильмов «Заклятие» с дополнительными фильмами, такими как «Впадина», исследующим истории о подводных королевствах, наряду с фильмами о кораблях-базах с Акваменом в главной роли. Сафран сказал, что Ван знал архитектуру, арсенал, армию, внешний вид, ощущения, общую атмосферу каждого из семи королевств и хотел изучить их все в будущих проектах.
В июле 2019 года Ван должен был снять фильм «Злое», прежде чем приступить к работе над «Акваменом 2». Патрик Уилсон сказал в ноябре, что он обсудил с Ваном планы на продолжение, и указал, что он будет повторять свою роль Орма Мариуса / Повелителя Океана из первого фильма. Месяц спустя Яхья Абдул-Матин II подтвердил, что он вернется в образе Дэвида Кейна / Чёрной Манты, и хотел воплотить личность персонажа и его путешествие. В марте 2020 года Дэвид Лесли Джонсон заявил, что продолжение не будет основано на конкретном комиксе, а будет черпать вдохновение истории Аквамена из Серебряного века комиксов, в которых Чёрная Манта был злодеем. Было подтверждено, что Ван будет режиссировать продолжением на виртуальном мероприятии DC FanDome в августе, когда он сказал, что это будет более серьёзно, чем первый фильм, и темы, которые более актуальны для реального мира. Он добавил, что это будет включать в себя больше построения мира и исследования подводных королевств, и будет включать некоторые элементы ужасов, похожие на эпизод Впадины в первом фильме. Возможность расширить миростроительство первого фильма была одной из ключевых причин, по которой Ван решил снять сиквел, наряду со сценарием Дэвида Лесли Джонсона, в котором, по мнению Вана, была действительно крутая история, чтобы вернуть всех этих персонажей, а затем развить их по-крупному.
В ноябре Эмбер Херд опровергла слухи о том, что она не будет повторять свою роль Меры из первого фильма после обвинений в домашнем насилии, выдвинутых против неё её бывшим мужем Джонни Деппом. В том же месяце петиция об увольнении Эмбер Херд из франшизы получила более 1,5 миллионов подписей и появилась после того, как Warner Bros. убрала Джонни Деппа из фильма «Фантастические твари: Тайны Дамблдора», когда обвинения в злоупотреблениях, выдвинутые британской газетой The Sun, были признаны «по существу правдивыми». Сафран сказал, что они никогда не рассматривали возможность создания фильма без неё. Он добавил, что они не будут реагировать на чистое давление фанатов с помощью петиции и других разговоров в социальных сетях.

### Подготовка к производству
В феврале 2021 года Дольф Лундгрен сказал, что он повторит свою роль короля Нерея в сиквеле, а съёмки должны начаться позже в том же году в Лондоне. Месяц спустя было объявлено, что запланированная дата начала съёмок на июнь, хотя на это могла повлиять пандемия коронавируса. В апреле Warner Bros. и DC объявили, что разработка «Впадины» больше не продвигается вперёд, поскольку у студий не было места для спин-оффа в их списке фильмов, и они полагали, что «Аквамен и потерянное царство» будет достаточным расширением на данный момент для франшизы. Позднее в том же месяце Пилу Асбек вступил в переговоры, чтобы присоединиться к актёрскому составу фильма. Момоа заявил в мае, что он хотел начать съёмки в июле, а Ван объявил месяц спустя, что сиквел будет называться «Aquaman and the Lost Kingdom» (с англ. — «Аквамен и потерянное царство»), а Темуэра Моррисон подтвердил своё возвращение в роли отца Аквамена, Томаса Карри. В июле 2022 года Момоа сообщил, что Бен Аффлек вновь исполняет роль Брюса Уэйна / Бэтмена из Расширенной вселенной DC (DCEU) для пересъёмок на площадке Warner Bros. в Бербанке (Калифорния). Аарон Коуч из The Hollywood Reporter вскоре после этого сообщил, что Майкл Китон снялся в сцене фильма в роли версии Брюса Уэйна / Бэтмена из фильмов Тима Бёртона «Бэтмен» (1989) и «Бэтмен возвращается» (1992). Версия Бэтмена в исполнении Китона также должна появиться в фильме Расширенной вселенной DC «Флэш», но выход фильма был перенесён на более поздний срок (23 июня 2023), после фильма «Аквамен и потерянное царство» (17 марта 2023). Сцена, как сообщается, смутила зрителей во время тестовых показов, и Коуч считает, что именно поэтому эту её пересняли с Аффлеком.
В июле 2023 года сцены с Аффлеком и Китоном были удалены из финальной версии ленты, поскольку новые руководители DC Studios Джеймс Ганн и Питер Сафран не хотели связывать Расширенную вселенную DC с их новой франшизой — Вселенной DC.

### Съёмки
Съёмки фильма начались в Лондоне 28 июня 2021 года, под рабочим названием «Necrus» (с англ. — «Некрус»). Дон Бёрджесс вернулся в качестве оператора из первого фильма. В августе Ван сказал, что на сиквел сильно повлиял фильм «Планета вампиров». Съёмки фильма проходили на пляже Сонтон Сэндс в Девоне, в начале сентября. Позже в том же месяце пробы Асбека были подтверждены; Выяснилось, что Рэндалл Парк вернулся из первого фильма в роли доктора Стивена Шина; Винсент Риган был выбран на роль древнего царя Атланна, заменив Грэма Мактавиша, который сыграл персонажа в первом фильме; Яни Чжао должна была сыграть Стингрея, оригинального персонажа фильма, в своей первой англоязычной художественной роли; Выяснилось, что Индия Мур изобразит Каршону в сиквеле. После 95 процентов съёмок фильма в Великобритании, съёмки перенеслись на Гавайи до 9 декабря. Было подтверждено, что Николь Кидман повторит свою роль Атланны матери Аквамена. Затем съёмки начались в Лос-Анджелесе и официально завершились 12 января 2022 года в Малибу. В конце 2022 года съёмочная группа провела пересъёмки некоторых сцен. В июне 2023 года Джейсон Момоа опубликовал несколько снимков в гримёрном кресле во время создания образа Аквамена, подтвердив, что команда снова приступила к пересъёмкам.

## Музыка
В августе 2021 года Руперт Грегсон-Уильямс, композитор первой части, рассказал о том, что он вернётся для сочинения саундтрека к продолжению.

## Маркетинг
Ван и Уилсон делились планами на фильм на виртуальном мероприятии DC FanDome в августе 2020 года. Через год, на DC FanDome 2021, были показаны концепт-арты и закулисные кадры со съёмок.

## Премьера
«Аквамен и потерянное царство» вышел в прокат в США 22 декабря 2023 года. Первоначально премьера фильма в США была намечена на 16 декабря 2022 года, но потом была перенесена на 17 марта 2023 года. Затем релиз был перенесён на декабрь того же года, когда оказалось, что фильму требуется больше времени на пост-продакшн. За стартовый уикенд в американском прокате лента показала один из худших стартов в истории киновселенной DC собрав только $ 40 млн.

### Восприятие
На сайте-агрегаторе рецензий Rotten Tomatoes 35 % из 122 рецензий критиков являются положительными, со средней оценкой 4,8/10. Консенсус веб-сайта гласит: «Джейсон Момоа остается способным и целеустремленным ведущим человеком, но даже стойкие приверженцы DC могут чувствовать, что „Аквамен и потерянное королевство“ придерживаются знакомых вод». Metacritic, который использует средневзвешенное значение, присвоил фильму оценку 45 из 100 на основе 22 критиков, что указывает на «смешанные или средние» отзывы.
Питер Брэдшоу, пишущий для The Guardian, дал фильму рецензию с одной звездой, заявив, что «там, где у первого фильма „Аквамен“ было достаточно проблем… теперь у нас есть ужасное продолжение».
Клэр Лоури из The Independent, поставив фильму одну звезду, назвала его «последней частью в галерее мошенников безмозглых франшизных фильмов».
Николас Барбер, пишущий для BBC, дал обзор с двумя звездами, заявив, что «единственный актёр, который, кажется, получает удовольствие — это Момоа», и прокомментировал «жестокий монтаж» фильма, который «торопится пройти через все потенциально главное событие в мешанине монтажей и озвучки».
Дэвид Фир из Rolling Stone назвал фильм "тональным беспорядком, с неубедительными визуальными эффектами, которые варьируются от «кат-сцены из видеоигры» до «срочной работы», сложным, но на удивление тонким повествованием и бесконечно агрессивным монтажом.